# 名家
名家，是先秦時期诸子百家之一，也是司馬談《論六家要旨》的六家之一。古代名家「辩者」以严谨逻辑思想而闻名。名家在中国开创了逻辑和符号思想探究，包括对思想中最基本的元素 “实”与“名”和各命题关系的诠释，著名的命题包括「白马非马」、「堅白石」、「合同异」等，著名人物有鄧析、公孫龍、宋钘、尹文、惠施等人。

## 思想內容
名辯之學雖然是因先秦諸子百家爭鳴，為論辯之必要而興起的。然而名家對於名學的研究，與諸子相較就有了變化。名家學者首先將「語言」（形式）與「事實」（内容）分離開來，讓語言變成純粹運思的符號(能指)。接著，又任意挪移這些符號，有意識的違反語言約定俗成的內涵與外延，使得變異的語言本身就變成哲理思辯的內容。也就是說，在名家學者的思想裡，語言不再只是思辯用的工具，而是思辯的主要對象。
在語言與事實分離之後，惠施藉由瓦解語言與事實之間的確定關係，從而消解語言認知和經驗知識帶給人們的固執，並理解相對的視角。當萬事萬物皆不存在絕對的分別時，就能到達天地一體，梵我合一的境界
而公孫龍則更偏向純粹的語言分析，將用於描述事實、感覺、性質的語言一一分離。世界的萬事萬物都分析成感覺要素之後，就可以得知真實世界都是拼湊各種感知而成的。因此，只有語言的呈現才能讓事物真實的存在，而現象世界中的萬物卻都是虛幻的。

## 學派發展
在先秦時期，並無「名家」的稱呼，先秦諸子的著作當中多半稱其為辯者。如《莊子‧天地篇》「辯者有言曰：『離堅白，若縣寓。』」、〈天下篇〉：「惠施以此為大觀於天下，而曉辯者。天下之辯者相與樂之。」
到了漢代始見名家之稱。司馬遷之父司馬談《論六家要旨》中說：「名家苛察繳繞，使人不得反其意。」《漢書‧藝文志》採劉歆《七略》說法，則云：「名家者流，蓋出於禮官。」對於此一命名，後世有些學者持反對之見。著名的如胡適認為：「家家皆有名學（邏輯學），所以沒有什麼名家，不過墨家的後進如公孫龍之流，在這一方面，研究的比較高深一些罷了。不料到了漢代，學者如司馬談、劉向、劉歆、班固之流……凡有他們不能懂的學說都稱為『名家』……。」

### 源流
關於名家的起源，《漢書‧藝文志》引用劉歆《七略》的說法，認為出於禮官，因為古代依照名位的不同，有不同的禮儀要遵循，因此禮官會特別擅長於辨別名位之事，成為後代名家的來源。
另有一說認為名家系出於墨家之後，如晉代魯勝在注《墨辯》時，就認為惠施、公孫龍是祖述墨家辯論之學，甚至考證出他們屬於「相里氏」這一系的墨家流派。然而，也有學者認為惠施、公孫龍的觀點與《墨辯》恰恰相反，因此不同意這一類的看法。

### 发展
先秦名學到了秦始皇滅亡六國就難以發展，其原因可以分為以下幾項：
1. 秦朝使中國統一以後，為了加強中央集權的統治，秦始皇禁止私學，只能以吏為師；到了漢代，又有漢武帝「罷黜百家、獨尊儒術」。在中央政府的強勢領導下，名辯之學難以發展，名家也隨之衰落。
2. 名辯之學與秦漢以來的中國主流文化精神不一致。中國古代文化重人文，輕自然，名辯之學窮極事理，卻招致諸多批評；而儒家成為顯學之後，士大夫皆關注於社會倫理，強調經世致用，名辯之學被視為以爭勝為目的的無用之學。此外，名辯之學所採取的分析方法，接近純粹的語言分析，然而主流的儒、道之學皆對此方法有所批評，甚至根本否定。在主流文人的排擠之下，名家之學無立足之地。
3. 就名家內在的發展而言，名辯之學本身相當艱澀難懂，也影響了其發展。首先是一字多義的情況嚴重，致使後學眾說紛紜，難以詁訓；其次，由於名家時常以違反常識的語言敘述命題，常人難以接受而失去研究興趣。在後學難以為繼的情況之下，難免走向絕路。[6]

## 名家學者與著作

### 鄧析
鄧析（前545年 —前501年），中國春秋時代末年鄭國人，與政治家子產同時，名家思想之创先者，著有《鄧析子》二篇，已散佚，今傳者一般認為是後世偽託之作。中國秦漢以來政治专权，重人文，輕自然，名辯之學窮極事理，卻招致諸多批評，荀子曾將鄧析與惠施並列進行批評，認為他們同是「甚察而不惠，辯而無用，多事而寡功」之徒。

### 惠施
惠施，（约前370年－前310年）戰國時期宋國人，與莊子同時，著有《惠子》一篇，已散佚。《莊子》之中保有大量惠施的言談與學說，著名的有〈天下篇〉的「歷物十事」，〈秋水篇〉的「濠梁之辯」等等。

### 尹文
尹文（前360年－前280年），中國戰國時期人，著有《尹文子》。《尹文子》序稱其在齊宣王時，於稷下與宋鈃、彭蒙、田駢皆為公孫龍的學生；但是《漢書‧藝文志》卻說「先公孫龍」。《呂氏春秋》則有其遊說齊湣王的記載。
尹文的思想出於名家，但是也雜揉了老子、莊子、申不害、韓非子的學說，可以說是自道家至名家，再自名家而至法家。這種現象反映戰國初期，由宗法封建過渡到法治專制的政治社會的思想。但由於尹文思想本身的複雜性，有些近代學者不再沿襲班固的分類，而對其學派歸屬有了不同意見：有的認為是稷下黃老道家三派之一、有的認為是墨家，或有直接列入雜家的。
《尹文子》一書的真偽也歷經許多討論，20世紀初期有些學者據認為今本的《尹文子》全係偽託之作，但在1970到80年代間，已有學者認為書中材料在研究尹文思想時，大抵是可信的；90年代以後，偽書之說更受到全面的批駁。

### 宋鈃
宋鈃，~前300年，又作宋牼、宋榮子，中國戰國時代人，約與孟軻、尹文、彭蒙、慎到同時，曾游於稷下。著有《宋子》十八篇。
宋鈃的學說流派歸類，自古以來眾說紛紜。《漢書‧藝文志》歸入小說家，又說「其言黃、老意」則視同道家；荀子將墨翟、宋鈃並稱。不過，今人多依《莊子‧天下篇》將宋鈃與尹文並稱之言，將兩人的思想並稱為「宋尹學派」。

### 公孫龍
公孫龍（前320年－前250年），戰國時期趙國人，曾經做過平原君的門客。著有《公孫龍子》14篇，目前只殘留6篇，共一卷。最著名的即〈白馬論〉與〈堅白論〉，其中提出了「白馬非馬」和「堅白石」等論點。

### 其他
- 桓團，生平不詳，《莊子》中將其與公孫龍並列為「辯者之徒」。[18]
- 綦毋子，生平不詳，曾在平原君門下為公孫龍之徒，曾與鄒衍辯論「白馬非馬」之論。[19]
- 毛公，戰國時人，與公孫龍同為平原君門下食客，著有《毛公》九篇。
- 黃疵，秦博士。著有《黃公》四篇，今已不傳。
- 成公生，與黃疵同時，游談而不仕。[20]
- 兒說：《韓非子》載宋國人，以「白馬非馬」辯論。

## 先秦諸子論名家
先秦諸子與名家或迭有爭辯、或有所批評，錄於其作中。

### 儒家
荀子是先秦儒家的代表人物之一，他的學說當中也吸取了名家與墨家的認知心和邏輯方法，但是他卻用這些方法，對名家與墨家都展開批評。
荀子評名家：「不法先王，不是禮儀，而好治怪說，玩琦辭，甚察而不惠，辯而無用，多事而寡功，不可以為治綱紀。」
有些研究指出，荀子認為學術必須為政治、道德服務，而對於名家熱烈研究「堅白」、「同異」、「有厚無厚」等自然科學問題，荀子認為這是以人的認知能力，是不可能求盡的。所以他批評名家是「愚者、妄人」，認為君子不應該去追求這類知識，而要由「格物致知」轉向「治國平天下」的內聖外王之道。
也有學者指出，由於荀子學說中的「名實」與公孫龍的「名實」有別：
1. 「實」方面：荀子指的是時空中的個體物與其統類；公孫龍指的是物體的性質。
2. 「名」方面：荀子是用以命謂一個個體或統類；公孫龍則用以命謂一個體物的各項性質。
3. 名實對應方面：荀子認為名應該與對應物的個體或統類相應；公孫龍則認為應該與個體物的各項性質相應。

在「名實」觀點不同之下，荀子便以自己的名實觀批評公孫龍的「以實正名」是「以名亂實」。
另外，也有人認為荀子在批評名家時是站在政治的立場，以統治者而非哲學家的觀點討論名家問題。荀子認為制名是統治者的重要任務，而名家的詭論會威脅到這個系統，統治者對其學說不必研究，應該予以壓制。
對於名家哲學，荀子不但反對，甚至主張以政治勢力和刑法禁止。

### 道家
名家強調純粹的語言邏輯，因此，道家中莊子一系對於語言採取懷疑而蔑視的態度。就像《莊子‧秋水》篇認為能用語言來論說的，都是「物之粗也」。在追尋道的過程，語言也只是一項工具而非目的。對於將語言當成思想的名家，自然不是道家所追求的。所以，即使名家中惠施對知識語言的看法與莊子頗為接近，但是莊子仍然批評他是「逐物而不返，是窮響以聲，形與影競走也。」

### 墨家
《墨子》一書中，有〈經上〉、〈經下〉、〈經說上〉、〈經說下〉、〈大取〉、〈小取〉六篇，通常合稱為《墨經》，是後期墨家通過邏輯的方式，反駁名家辯論的著作。
對於惠施的「合同異」之說，墨者認為這其中的「同」字必須分別為「重、體、合、類」四種，而「類同」為真的命題，不能據以推論出「體同」的命題也為真。惠施的謬誤，是出自於文字的歧義。
而對公孫龍的「堅白石」之說，墨者以現實世界的堅白石為據，認為堅、白同時存在於石中，不會互相排斥，反對公孫龍的論點。

## 影響
名家重視邏輯思辨，是智慧的基础，可惜不為東周各大學派所容，尤其不為只重狭义心性的儒者接受。但有助中國數學的发展、对西方邏輯和印度因明學也有實際的重疊範圍，這對天文曆法與建築是有實際幫助的。
有说名家和禮官有关，那麼《禮經》當中與名家相關的記載便是其中的數學問題。春秋战国时代已经形成数学的九个分支-九数：郑玄引《周礼注》：“九数：方田、粟米、差分、少广、商功、军输、方程、盈不足、旁要。”[6]
- 方田：田地测算。
- 粟米：粮食换算比率
- 差分：赋税的分配。
- 少广：田亩面积和长阔。
- 商功：工程土方估计。
- 均输：运输费用的分配。
- 方程：方程式。
- 盈不足：計算盈虧。
- 旁要：勾股问题。

## 相關主題
- 中國數學
- 中國天文學
- 中國建築
- 曆法
- 名刑
- 辯論、雄辯家

## 研究書目
- Hansen Chad（陳漢生）著，周云之等譯：《中國古代的語言和邏輯》（北京：社會科學文獻出版社，1998）。